# Entitätenrealismus
Der Entitätenrealismus ist eine besondere Form des wissenschaftlichen Realismus in der Wissenschaftstheorie. Diese Position wird unter anderem maßgeblich von Ian Hacking vertreten. Dabei werden im Experiment instrumentell eingesetzte Entitäten als real anerkannt. Wenn man von einer Entität und ihrem Kausalzusammenhang so viel versteht, dass man sie als Mittel, Instrument einsetzen kann – wie etwa einen Hammer, mit dem man einen Nagel in die Wand schlägt –, ist es schlicht unvernünftig, deren Realität zu leugnen. Hierbei meint er das gezielte Ausnutzen von kausalen Eigenschaften einer theoretischen Entität zum formalistischen Bauen und Benutzen von Instrumenten. Das Verständnis der kausalen Eigenschaften einer Entität ermöglicht es, diese als Werkzeug einzusetzen. Die Entität ist für Hacking damit mehr als ein Gedankenkonstrukt oder ein theoretischer Begriff, sie dient nicht nur zur „Rettung der Phänomene“ (wie etwa Bas van Fraassen meint), sondern als (mögliches) Werkzeug. Hackings Position folgt dem Anspruch, die Betriebswirklichkeit der wissenschaftlichen Forschung abzubilden und zudem theoretische Probleme eines Theorien- oder Naturgesetz-Realismus oder eines Realismus hinsichtlich natürlicher Arten zu vermeiden.

## Herleitung und Argumentation
Hacking beschreibt seinen Entitätenrealismus in dem 1983 erschienenen Buch Representing and Intervening:
Er erzählt davon, wie er von einem Versuch im benachbarten Physiklabor erfährt: Es handelte sich um ein Experiment von Physikern an der Stanford University, bei dem es darum ging, unabhängige Quarks mit einer Ladung von 1/3e nachzuweisen. Dazu bringt man eine Kugel aus Niob (ein Tropfen) auf ihre Supraleiter-Temperatur von 9 K und ändert allmählich ihre Ladung. Nun stellt man beim Übergang von negativer zu positiver Ladung (oder umgekehrt) fest, ob dieser bei einer Ladung von 0 oder etwa +1/3e oder −1/3e erfolgt. Geschieht Letzteres, nimmt man an, dass sich ein freies Quark auf der Kugel befindet. Auf die Frage, wie man die Ladung der Niob-Kugel verändert, zitiert Hacking seinen Bekannten mit den Worten: „In dieser Phase besprühen wir sie mit Positronen, um die Ladung zu erhöhen, oder mit Elektronen, um sie zu vermindern.“ Aufgrund dieser Beschreibung entschließt sich Hacking (seiner eigenen Legende nach) an die Existenz von Elektronen zu glauben, und damit zu einer Form des wissenschaftlichen Realismus. Dabei betont Hacking den Unterschied zwischen einem Experiment an einem Objekt und einem Experiment mithilfe eines Objekts. So wird hier ein Experiment an Quarks vollzogen mithilfe von Elektronen.

“What convinced me of realism […] was the fact that by now there are standard emitters with which we can spray positrons and electrons […]. We understand the effects, we understand the causes, and we use these to find out something else.”

„Was mich vom Realismus überzeugt hat, war die Tatsache, dass es mittlerweile Standardemitter gibt, mit denen wir Positronen und Elektronen versprühen können. Wir verstehen die Effekte, wir verstehen die Ursachen und nutzen sie, um etwas anderes herauszufinden.“

“Electrons are no longer ways of organizing our thoughts or saving the phenomena that have been observed. They are ways of creating phenomena in some domain of nature. Electrons are tools.”

„Elektronen sind nicht mehr nur Mittel zur Organisation unserer Gedanken oder zur Erklärung der beobachteten Phänomene. Sie sind Mittel zur Erzeugung von Phänomenen in einem bestimmten Bereich der Natur. Elektronen sind Werkzeuge.“

Hacking argumentiert nicht in einem klassischen Sinne und es scheint sehr intuitiv zu sein. Dieses erste „experimentelle Argument“ basiert auf der Prämisse, dass eine theoretische Entität in Experimenten als „Werkzeuge“ benutzen lassen und sich so korrekt in kausalen Zusammenhängen beschreiben lassen können. Zusätzlich muss das eine gute Rechtfertigung für Annahme eines Realismus bezüglich der theoretischen Entität sein. Diese Prämisse rechtfertigt er mit der Annahme, dass die Betrachtung einer Entität (welche sich kausal manipulieren und korrekt beschreiben lässt) als real, unabhängig von ihrer Beobachtbarkeit, zu betrachten ist, wie zum Beispiel Elektronen, welche man im Alltag nicht beobachten kann. Daraus folgt für ihn, dass man annehmen sollte, dass die theoretische Entität real ist. Damit weist er sowohl einen anti-realistischen Instrumentalismus und (Bas van Fraassens) konstruktiven Empirismus zurück.

## Probleme
- Bei einer normativen Sichtweise seiner „Argumente“ könnte ein Instrumentalist sagen, dass zwar Gesetzesaussagen wie Naturgesetze, welche uns eine gezielte und routinemäßige Manipulation von Elektronen erlauben, nützliche Instrumente sind, jedoch man nicht jene Elektronen zwingend als real ansehen müsse.
- Bei einer deskriptiven Sichtweise seiner „Argumente“ könnte man sagen, dass es wissenschaftshistorisch nicht notwendig z. B. eine Manipulation von Teilchen zu inkludieren.
- Obwohl er behauptet, dass phänomenologische Beobachtungen ausreichen würden, um einer Entität kausale Eigenschaften zuzuschreiben und jene dann formal und gezielt zu manipulieren, definiert er sie nicht gut genug.
- Kritisiert wurde außerdem, dass in Folge seiner Prämissen die Ergebnisse von experimentellen Messungen nur begründen kann, wenn man bestimmte Theorien als realistisch interpretiert.
- Dass Hacking auf (unbegründeten) Realismus bezüglich Theorien nicht verzichten kann, begründeten weitere zusätzlich mit dem Argument, dass man zum Bauen von Instrumenten zur Manipulation von Entitäten wissen um diese theoretischen Entitäten besitzen muss.

## Kein-Theorien-Realismus
Im Gegensatz dazu ist ein Theorien-Realismus, also die Überzeugung, dass es in der Wissenschaft um wahre Theorien geht, für Hacking nicht einzusehen. Der Experimentator selbst muss nicht an eine bestimmte Theorie glauben. Es gibt oft viele Forscher mit unterschiedlichen Überzeugungen, auch innerhalb einer Forschergruppe, welche ein Experiment durchführt. Gelegentlich wird sogar jemand hinzugezogen, der völlig andere Ansichten hat, um ein Phänomen zu erklären. Auch der Durchschnitt aller Theorien lässt sich nicht als Überzeugung der Experimentatoren auszeichnen, da nicht mal gegeben ist, dass dieser Theoriendurchschnitt selbst eine Theorie ist. Eine Forschergruppe hat üblicherweise eine Menge gemeinsamer Überzeugungen, dies ist aber schlicht eine soziologische Tatsache, dieser Durchschnitt bildet nicht notwendigerweise eine Theorie. (Hier schließt Hacking nahtlos an die Argumentation von Nancy Cartwright an.)